# Jwaneng
Jwaneng är en stad i södra Botswana, och har en folkmängd av 18 008 invånare (2011). Staden har vuxit fram kring en diamantgruva.
Staden har en flygplats, Jwaneng Airport.